# Diamond DA50
Die DA50 Super Star ist ein Leichtflugzeug der österreichischen Firma Diamond Aircraft Industries GmbH.

## Geschichte
Das fünfsitzige Flugzeug wurde im Dezember 2006 auf einer Weihnachtsfeier der Firma inoffiziell vorgestellt. Die Endmontage der DA50 sollte in London in der kanadischen Provinz Ontario erfolgen. Die Zertifizierung der Superstar wird zunächst für den amerikanischen und anschließend für den europäischen Markt durchgeführt. Die Auslieferungsdaten für die Magnum (Ende 2009) und die Superstar (Ende 2010) wurden wieder verschoben, da die Aufträge geringer ausfielen als erwartet.

## Konstruktion

### Triebwerk
Das Flugzeug sollte zunächst mit dem FADEC-gesteuerten Triebwerk Teledyne Continental TSIOF-550J mit 350 PS und Doppelturbolader ausgerüstet werden. Zwei Turbodieseltriebwerks-Varianten mit 170 PS (DA50 Magnum alias „DA50 light“) und 270 PS aus eigener Entwicklung in Kooperation mit Austro Engine und MBtech auf Basis von Mercedes-Benz Motoren waren in Arbeit. Das 170-PS-Turbodieseltriebwerk auf Basis des Mercedes-Benz-Motors 2.0 flog am 11. Juli 2007 erstmals in einer DA40 und ist seit Januar 2009 EASA-zertifiziert. Das 270-PS-Triebwerk sollte in der DA50 erstmals 2010 fliegen.

### Zelle
Die DA50 weist eine integrierte Klima- und Sauerstoffanlage, elektrisch verstellbare Pedale und Steuerknüppel sowie eine umlegbare Rücksitzbank auf. Als Option wird ein Gesamtrettungssystem angeboten. Das Cockpit weist drei Garmin G1000-Bildschirme auf.

## Versionen

### DA50 SuperStar
Der Erstflug der DA50 SuperStar fand am 4. April 2007 in Wiener Neustadt statt. Während der Aero Friedrichshafen (19.–22. April 2007) wurde das Flugzeug erstmals der Öffentlichkeit vorgestellt. Der Produktionsstart war für Januar 2008 und die Auslieferung ab Mitte 2008 geplant. Im Juni 2007 wurden die Termine um ein Jahr nach 2009 verschoben. Grund war die Neuauslegung einiger Komponenten, u. a. des Flügels. Der Prototyp basiert u. a. auf Komponenten der DA42 und DA40. Am 23. Juli 2007 wurde das Flugzeug während der Messe EAA AirVenture Oshkosh erstmals der amerikanischen Öffentlichkeit vorgestellt. Bei Hinterlegung eines Deposits von 15.000 $ konnten Auslieferungspositionen reserviert werden. Der Prototyp flog bis Mitte 2007 mehr als 50 Stunden.

### DA50 Magnum
Am 14. Mai 2008 absolvierte die DA50 Magnum nach neunmonatiger Entwicklungszeit ihren Erstflug in Wiener Neustadt. Es ist die zweite fliegende DA50, ausgestattet mit dem Austro Engine Triebwerk AE 300 2.0 mit 125 kW (170 PS). Die DA50 Magnum hat ein Abfluggewicht von 1480 kg (135 kg weniger als die stärker motorisierte DA50 SuperStar) und bietet Sitzplätze für vier Passagiere.

### DA50-JP7
Am 19. Januar 2015 startete in Wiener Neustadt die erste Variante mit Turbinenantrieb zu ihrem Erstflug. Diese wird als DA50-JP7 (JetProp) bezeichnet und soll mit bis zu sieben Sitzen ausgestattet werden können. Als Triebwerk wird ein AI-450S mit 341 kW Leistung des ukrainischen Herstellers Motor Sitsch verwendet. Diese verfügt über eine duale elektronische Motorsteuerung mit mechanischem Backupsystem. Es sollen zwei Varianten gebaut werden, wovon die Version Tundra mit größeren Rädern und verstärktem Fahrwerk für einen Betrieb von unbefestigten Pisten vorgesehen ist. Die Zulassung der Maschine war für das zweite Halbjahr 2016 vorgesehen.

### DA50 RG
Diese überarbeitete Version der DA50 mit Einziehfahrwerk flog am 28. Oktober 2019 zum ersten Mal und erhielt im Jahr 2020 die EASA-Musterzulassung.

## Technische Daten
| Kenngröße              | Daten DA50                                               | Daten DA50 RG                               |
| ---------------------- | -------------------------------------------------------- | ------------------------------------------- |
| Besatzung              | 1                                                        | 1                                           |
| Passagiere             | 4                                                        | 4                                           |
| Länge                  | 8,81 m                                                   | 9,24 m                                      |
| Spannweite             | 11,68 m                                                  | 13,41 m                                     |
| Höhe                   | 2,21 m                                                   | 2,95 m                                      |
| Flügelfläche           | 13,75 m²                                                 |                                             |
| Flügelstreckung        | 10,0                                                     |                                             |
| Leermasse              | 998 kg                                                   | 1440 kg                                     |
| max. Startmasse        | 1615 kg                                                  | 1999 kg                                     |
| Mindestgeschwindigkeit |                                                          | 106 km/h                                    |
| Höchstgeschwindigkeit  |                                                          | 335 km/h                                    |
| Steiggeschwindigkeit   |                                                          | 5,3 m/s                                     |
| Dienstgipfelhöhe       |                                                          | 20.000 ft (ca. 6.100 m)                     |
| Reichweite             |                                                          | 1390 km                                     |
| Triebwerke             | ein Teledyne Continental TSIOF-550J, 350 PS (ca. 260 kW) | ein Continental CD-300, 300 PS (ca. 220 kW) |